# Ousmane Ag Rhissa
Ousmane Ag Rhissa est un homme politique malien, né le 3 janvier 1958 à Gangabéra dans le cercle de Gao.

## Biographie
Ousmane Ag Rhissa obtient un  diplôme d’ingénieur des Sciences appliquées spécialité Agriculture et Génie rural à l’Institut polytechnique rural de formation et de recherche appliquée de Katibougou.
Ousmane Ag Rhissa exerce différentes fonctions : chef de section développement communautaire à la direction du projet ODIK à Nioro du sahel de 1986 à 1989, chef de la division développement participatif de 1989 à 1991, président de la commission de suivi du pacte national de 1992 à 1993, conseiller technique au ministère de développement rural et de l’environnement, de 1994 à 1997, consultant national à la représentation de la FAO au Mali de  1998 à 1999, chargé de mission au ministère de l’Environnement de 1999 à 2000, conseiller en développement auprès du représentant Régional de la fondation Stomme (Norvège) basée au Mali, pour l’Afrique de l’Ouest en 2001, coordinateur du Centre Régional d’Information, de Formation et d’Animation (CRIFA) de  2002 à 2004.
Après avoir été consultant au Groupe environnement, développement et aménagement de territoire (Gedat) de 2004 à 2010, il est nommé chef de cabinet du ministère de l’Agriculture.
Le 20 août 2012, Ousmane Ag Rhissa est nommé ministre de l'Artisanat et du Tourisme dans le  deuxième gouvernement de Cheick Modibo Diarra . Le 15 décembre 2012, il est nommé ministre de l'Environnement et de l'Assainissement dans le Gouvernement Diango Cissoko . Il est reconduit à ce poste le 8 septembre 2013, dans le gouvernement de Oumar Tatam Ly.
Ousmane Ag Rhissa est membre du bureau politique du Rassemblement pour le Mali.